# رود دربکه
رود دربکه (به لاتین: Derbeke) یک رود در روسیه است که در یاقوتستان واقع شده‌است.